# Mayana Zatz
Mayana Zatz (Tel-Aviv, 16 de juliol de 1947) és una biòloga i genetista molecular, escriptora i filantropa brasilera. És professora a la Universitat de São Paulo i actualment és la seva degana investigadora.

## Biografia

### Infantesa i formació
El seu pare, Lony Eden (1912-1984) era de Dorohoi, Romania i la seva mare Ella Kott Eden (n. 1914) era de Varsòvia. El 1939, els seus pares van fugir dels alemanys i van arribar a Israel on van néixer Mayana i la seva germana. Des d'allà, la família es va traslladar a França i hi van viure fins al 1955, quan van migrar cap al Brasil.
Mayana va obtenir una llicenciatura en biologia a la Universitat de São Paulo el 1968, un màster i un doctorat en Ciències Biològiques per la Universitat de São Paulo el 1970 i 1974, respectivament. Va cursar el post-doctorat en Genètica Mèdica a la Universitat de Califòrnia a Los Angeles (UCLA) el 1977 i obtingué el seu títol de livre-docência de la Universitat de São Paulo el 1987.

### Estudis sobre la distròfia muscular
Mayana es va interessar per l'estudi de les distròfies musculars quan estava a la universitat i va seguir un pacient d'una família amb una alta incidència de la malaltia i que volia formar una família. El 1969, la doctora Zatz va començar la seva tasca d'assessorament genètic en famílies portadores de malalties neuromusculars, per tal d'avaluar-lo i informar-ne el risc de tenir descendència amb un problema similar. Dotze anys més tard, va tornar a contactar amb aquestes mateixes famílies i va comprovar que la majoria de les famílies d'alt risc havien evitat tenir fills. D’altra banda, Mayana es va sorprendre en veure com s’havien abandonat els nens malalts nascuts durant aquest període. Aquests nens generalment tenien un desenvolupament mental normal, però els seus problemes musculars no es tractaven, no anaven a l'escola ni se'ls feia fisioteràpia.

#### Associació Brasilera de Distròfia Muscular
El 1981, Mayana i el seu equip van fundar l'Associació Brasilera de Distròfia Muscular (ABDIM) a l'Institut de Biociència de la USP. ABDIM va ser el primer centre d'assistència de portadors de distròfies a l'Amèrica Llatina, tractant setmanalment un centenar de nens i adolescents, més les visites eventuals que d'aproximadament 300 persones al mes. La institució ofereix tractaments de fisioteràpia, hidroteràpia, activitats recreatives, activitats que estimulen la creativitat i el raonament, a més de suport psicològic i individual per als portadors i els seus parents.

### Descobriments genètics
A la darreria del 1995, la doctora Zatz, la professora Maria Rita Passos Bueno i la doctoranda Eloísa de Sá Moreira van ser els primers científics del món en trobar un dels gens relacionats amb una distròfia que afecta els braços i les cames. També van cartografiar el gen responsable de la síndrome de Knobloch, que causa un tipus de ceguesa progressiva.

## Reconeixements

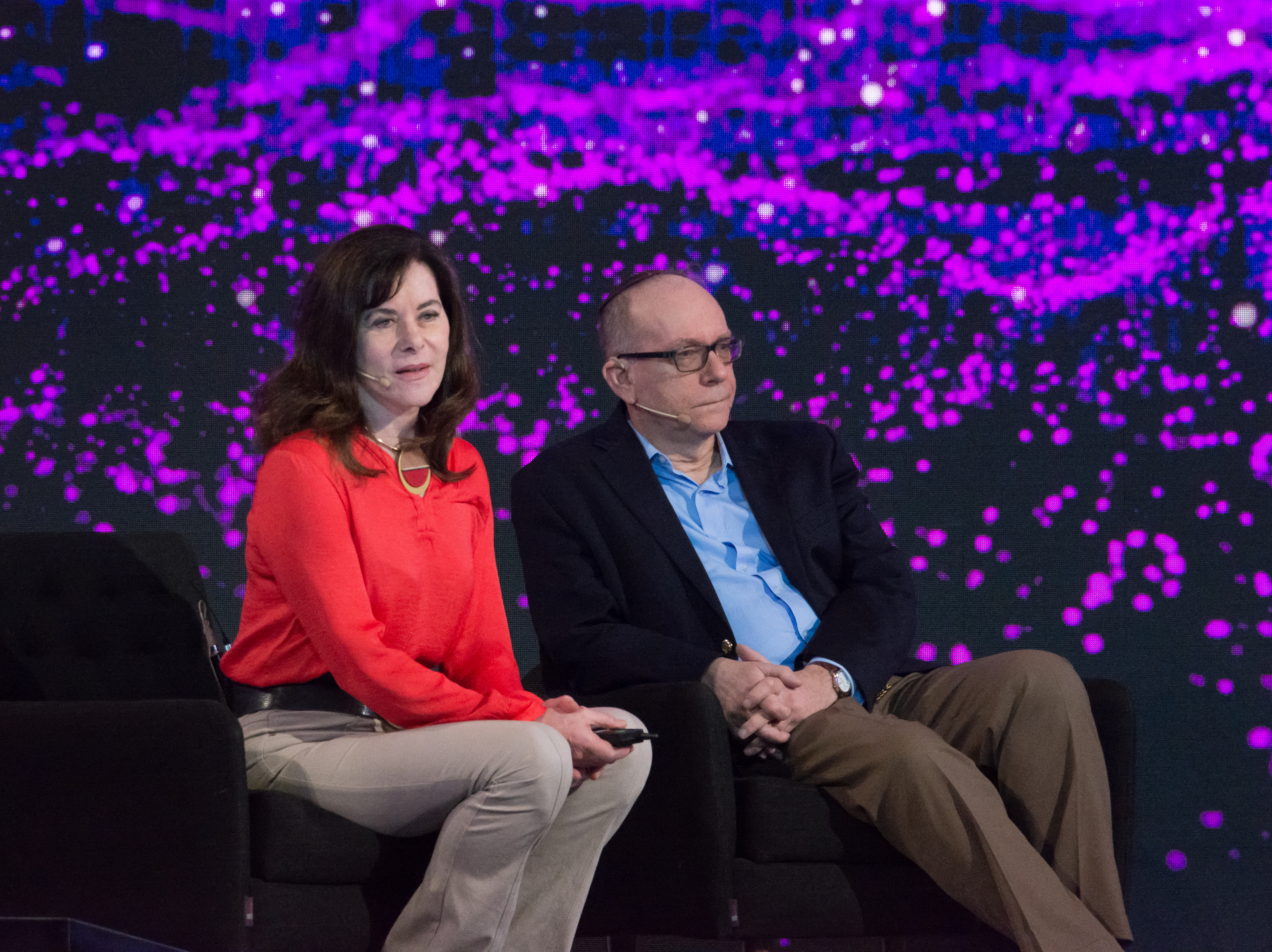
Amb el genetista Moshe Szyf (2019).

Actualment és membre del Projecte Internacional de Genoma Humà, de l'Acadèmia de Ciències de l'Estat de São Paulo i de l'Acadèmia Brasilera de Ciències. Segons l'Institut d'Informació Científica, el seu treball ha estat citat 1.500 vegades en 102 publicacions entre 1977 i 1997. Ha tingut 173 articles i aproximadament 150 articles publicats en revistes estrangeres com Nature Genetics i Human Molecular Genetics. També és columnista de la revista brasilera Veja.
La professora Zatz ha rebut nombrosos premis, com ara el premi L’Oréal-UNESCO per a dones de ciència del 2000 i el premi Claudia Woman of the Year del 2001 i va rebre el premi TWAS de 2003. També va ser guardonada amb la Gran Creu de l'Orde Nacional del Mèrit Científic. El 2008 va rebre el diploma Bertha Lutz, per la seva tasca en pro dels joves, el premi México, de Ciència i Tecnologia i el premi Walter Schmidt, per la seva aportació en el camp de la salut. El 2011 va rebre el premi Conte Gaetano, pel seu activisme social.
Des del començament de la seva carrera, Zatz ha assistit aproximadament a 16.000 persones de famílies afectades per malalties genètiques (majoritàriament problemes neuromusculars), que és el nombre més elevat de casos registrats al món.